# Konrad Czajkowski (ur. 1988)
Konrad Czajkowski (ur. 12 lutego 1988 w Głogowie) – polski kolarz szosowy. W sezonie 2013 zawodnik grupy Bank BGŻ Team.
Największym sukcesem zawodnika jest zwycięstwo w Górskich Mistrzostwach Polski.